# Rudnik (gmina Rudnik)
Rudnik – wieś w Polsce, położona w województwie lubelskim, w powiecie krasnostawskim, w gminie Rudnik. 
Sołectwo, siedziba gminy Rudnik. Według Narodowego Spisu Powszechnego (III 2011 r.) wieś liczyła 565 mieszkańców.
W latach 1975–1998 wieś należała administracyjnie do województwa zamojskiego.
Jest to wieś typowo rolnicza. Głównie uprawia się tu zboża, buraki cukrowe oraz len. W latach wcześniejszych podstawową uprawą był chmiel – z czego słynął cały region krasnostawski. Na jej terenie nie ma żadnych zakładów przemysłowych. Istnieje tu kościół parafialny wzniesiony w latach 80. XX wieku. Wcześniej Rudnik należał do parafii w Płonce. Działa tu szkoła podstawowa. We wrześniu 2007 została oddana do użytku nowoczesna hala sportowa – wzniesiona z funduszy gminnych. Gmina posiada sieć wodociągową.

## Części wsi
| SIMC    | Nazwa     | Rodzaj    |
| ------- | --------- | --------- |
| 0897830 | Romanówek | część wsi |

## Historia
Wieś wzmiankowana w XV w. w 1492 roku. Dzieliła się na kilka różnej wielkości części. Największa z nich stanowiła własność królewską i wchodziła do dóbr ziemskich starostwa krasnostawskiego. Rejestr poborowy z 1578 r. w części szlacheckiej wykazywał aż 10 działów o ogólnej powierzchni 8, 25 łana (138, 6 ha) gruntów. Natomiast lustracja 1564-1565 r. w części królewskiej, zwanej Rudniczek, wykazywała 4 kmieci na półłankach, 2 rzemieślników (szewc i tkacz). Ogółem ta część dawała zaledwie 4 zł 24 gr. rocznego dochodu. W 1827 r. Rudnik Niższy liczył 75 domów i 414 mieszkańców zaś według spisu z roku 1921 (wówczas w powiecie krasnostawskim) – 144 domy oraz 722 mieszkańców, w tym 6 Żydów i 3 prawosławnych. W okresie międzywojennym wieś była siedzibą gminy o obszarze 9 378 ha liczącą 9 180 mieszkańców.

## Zabytki
- Godnym uwagi zabytkiem jest dziewiętnastowieczna drewniana kapliczka czworoboczna, szalowana, z dwuspadowym daszkiem krytym papą.

## Galeria

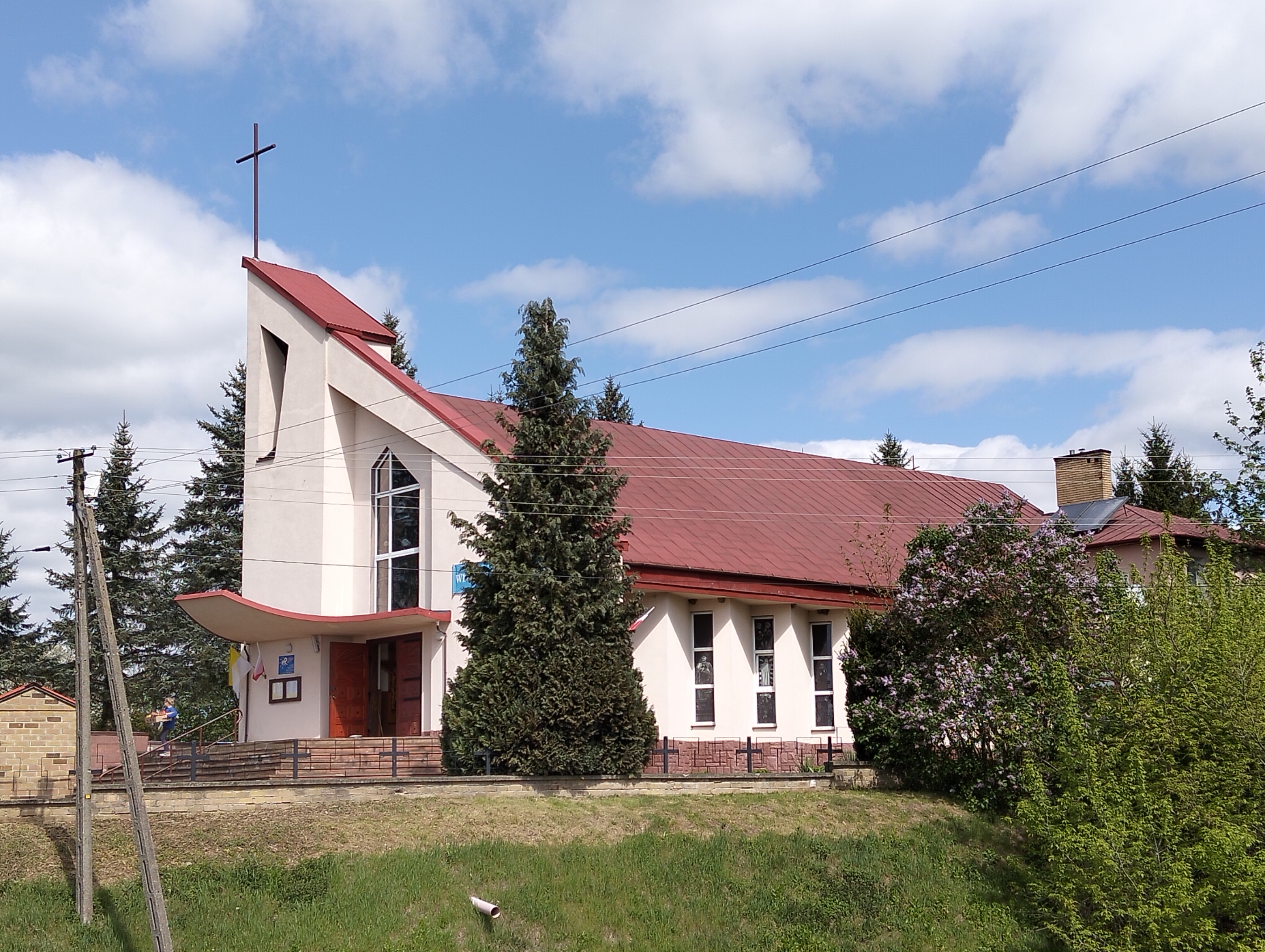
Kościół parafialny
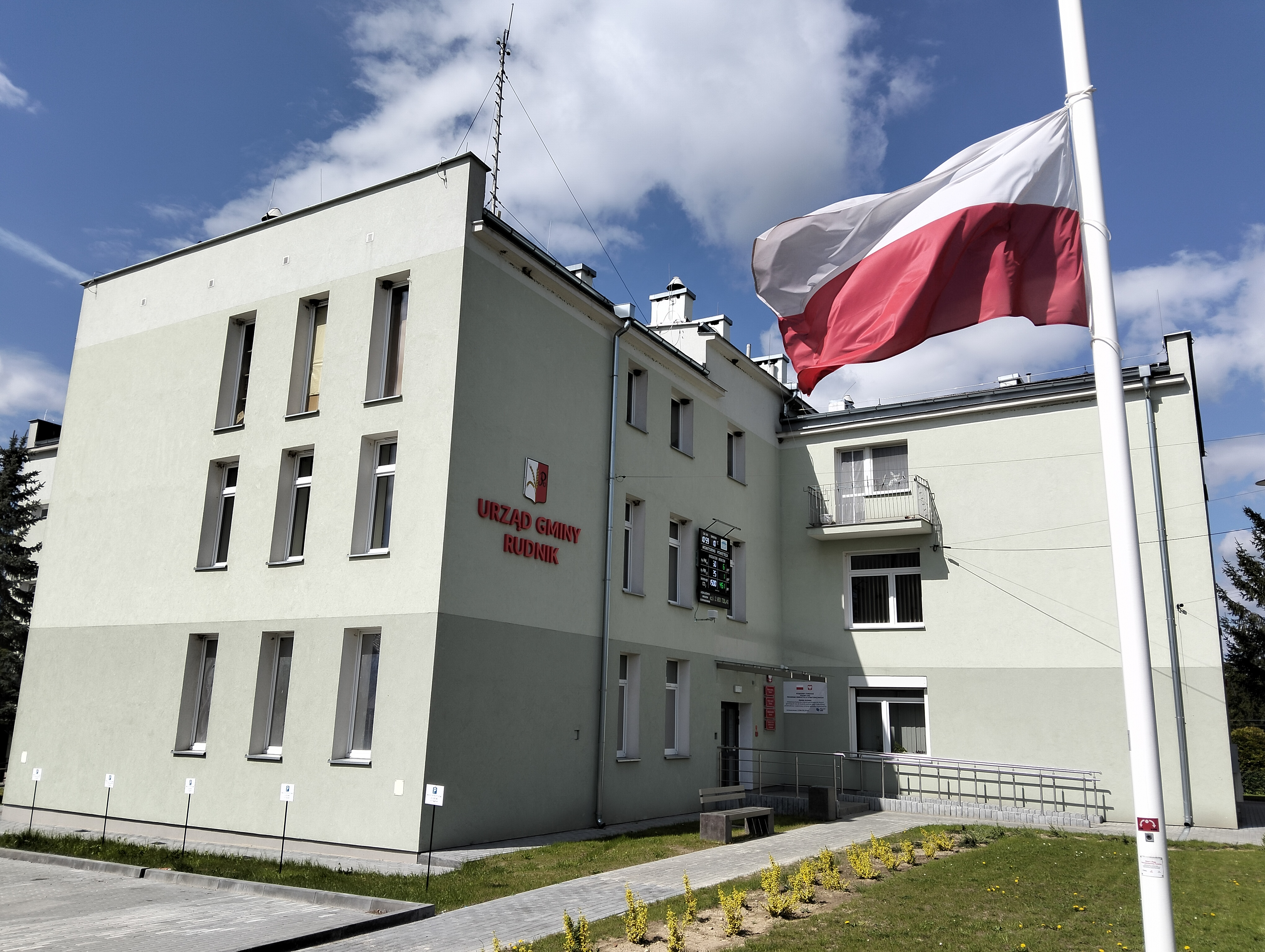
Urząd Gminy
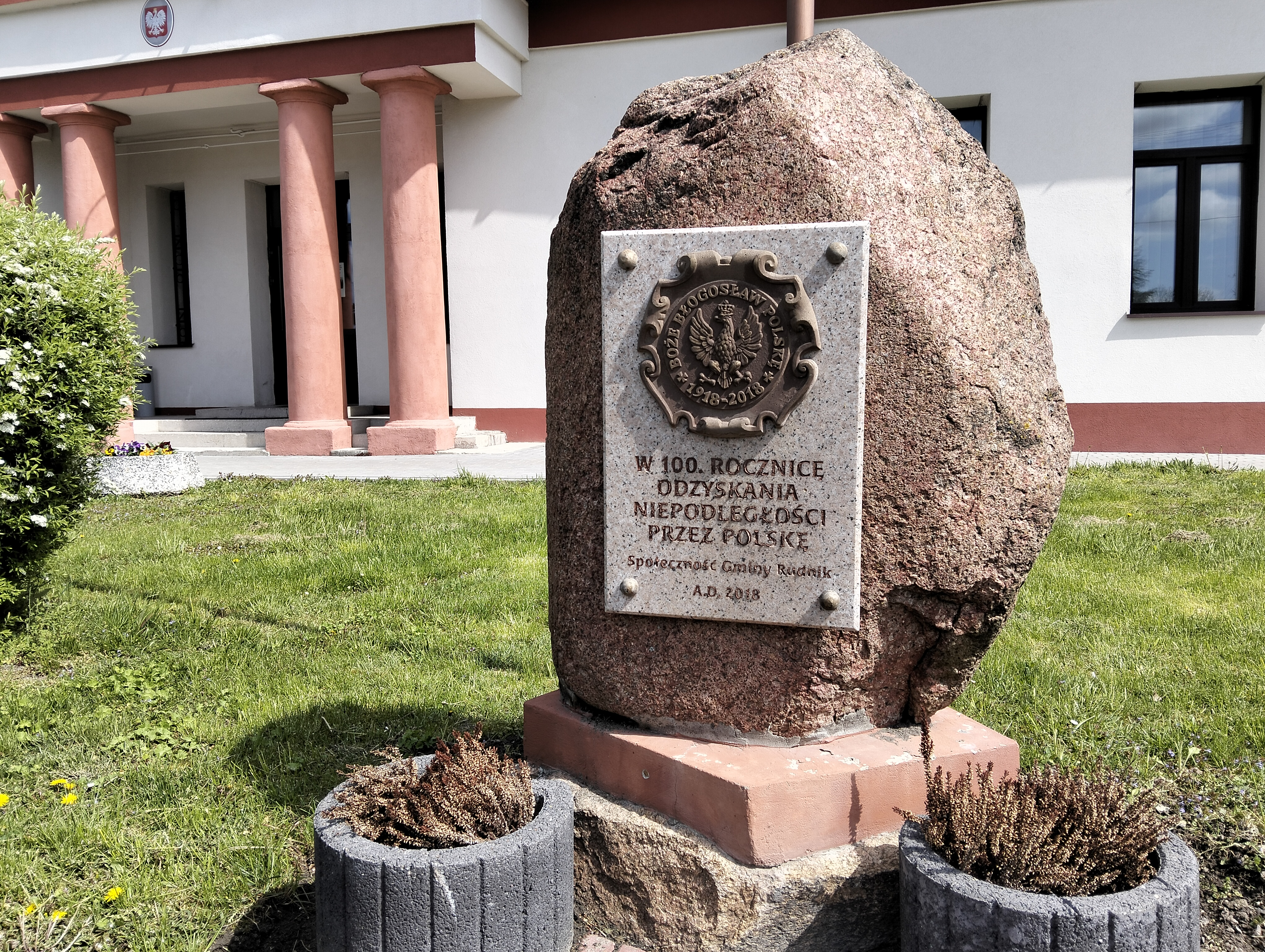
Pomnik stulecia niepodległości